# 特讷尔
特讷尔（法語：Teneur，法語發音：[tənœʁ] ⓘ）是法国上法蘭西大區加来海峡省的一个市镇，属于阿拉斯区。

## 地理
特讷尔（50°27'4"N, 2°13'7"E）面积6.85 平方千米，位于法国上法蘭西大區加来海峡省，该省份为法国北部沿海省份，西北濒北海，南至索姆省，东临北部省。
与特讷尔接壤的市镇（或旧市镇、城区）包括：埃基尔、昂万、贝尔格讷斯、克雷皮、埃兰、弗勒里、蒂利卡佩勒。

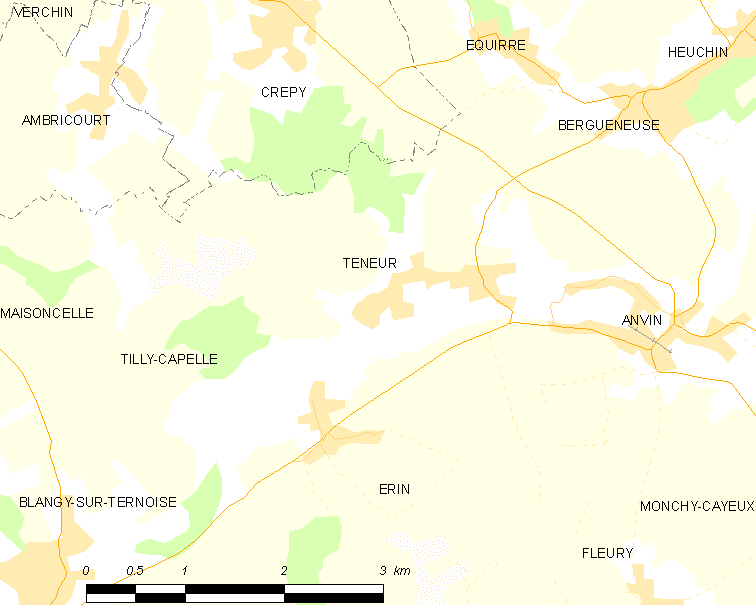
特讷尔的OSM定位图

特讷尔的时区为UTC+01:00、UTC+02:00（夏令时）。

## 行政
特讷尔的邮政编码为62134，INSEE市镇编码为62808。

## 政治
特讷尔所属的省级选区为泰努瓦斯河畔圣波勒县。

## 人口

1962-2008年间特讷尔人口变化图示

特讷尔于2022年1月1日时的人口数量为262人。